# Adla
Adla – wieś w Syrii, w muhafazie Al-Hasaka. W 2004 roku liczyła 1623 mieszkańców.